# Amerykanie pochodzenia chilijskiego
Amerykanie pochodzenia chilijskiego – obywatele lub rezydenci Stanów Zjednoczonych wywodzący się z Chile, lub mający chilijskich przodków. Populacja Amerykanów pochodzenia chilijskiego oceniana jest na 68 849 osób. Około 14 000 z nich zamieszkuje Florydę i Kalifornię, natomiast 16 000 z nich mieszka w północno-zachodniej części USA (głównie Nowy Jork, New Jersey, Connecticut).

## Przyczyny migracji
Większość Chilijczyków przybyło do USA w ciągu ostatnich 25 lat. Przyczyny tej migracji były różnorodne, niektórzy opuszczali Chile z przyczyn politycznych (znajdowali się w konflikcie z rządzącym Augosto Pinochetem), nie bez znaczenia były także motywy ekonomiczne – Stany oferowały lepsze możliwości zarobku i zdobycia wykształcenia.
Grupa imigrantów politycznych, których do opuszczenia Chile zmusiły represje ze strony władz była niezbyt duża. Wielu spośród nich wywodziło się z klasy średniej i wyższej, posiadali więc wykształcenie czy odpowiednie kwalifikacje zawodowe. Pomogło im to w odnalezieniu się w nowej sytuacji. Część imigrantów z tej grupy miała jednak problemy ekonomiczne z racji braku wykształcenia czy też nie uznawania w USA ich kwalifikacji zawodowych.
Druga, znacznie liczniejsza grupa imigrantów z Chile, to ludzie którzy migrowali z powodów typowo ekonomicznych. Przybywali do USA, by znaleźć pracę, lepsze warunki do rozwoju czy aby mieć szanse na zdobycie lepszego wykształcenia.
Większość Chilijczyków, którzy przybyli do Stanów Zjednoczonych osiedliło się w miastach lub bardzo blisko nich. Wynikało to z faktu, iż praktycznie tylko w miastach mogli liczyć na znalezienie pracy. Chile to mocno zurbanizowany kraj, więc przybywającym z niego migrantom dostosowanie się do nowej sytuacji nie przysporzyło większych problemów. Chilijczycy osiedlali się przede wszystkim w Kalifornii, Nowym Jorku, Teksasie i na Florydzie, gdyż w stanach tych mieszkają liczne społeczności posługujące się językiem hiszpańskim, co również hiszpańskojęzycznym Chilijczykom ułatwiało komunikację.
Dziś najważniejsze przyczyny, dla których Chilijczycy przenoszą się do USA, mają charakter gospodarczy.

## Populacja Amerykanów pochodzenia chilijskiego
W USA Chilijczyków zalicza się do kategorii „Hispanic”. Kategoria ta oznacza ludzi wywodzących się z krajów hiszpańskojęzycznych. Podstawą tej klasyfikacji są względy kulturowe i językowe, a nie rasowe. 48% ludzi klasyfikowanych jako „Hispanic” w USA to biali. Większość Chilijczyków w USA, podobnie jak w samym Chile to biali pochodzenia europejskiego, głównie baskijskiego, ale także hiszpańskiego, niemieckiego, włoskiego, greckiego, brytyjskiego, szwajcarskiego, francuskiego, irlandzkiego i słowiańskiego.
Chile to podobnie jak Stany Zjednoczone kraj stworzony przez imigrantów z różnych stron świata, ale w przeciwieństwie do Amerykanów, większość Chilijczyków nie odwołuje się do swoich korzeni i nie kultywuje tradycji wywodzących się z krajów pochodzenia.
Wielu imigrantów chilijskich w USA to przedstawiciele klasy średniej i wyższej, co spowodowane jest w głównej mierze odległością, jaka dzieli obydwa kraje – wyjazd do Stanów jest drogi, nie każdy może sobie na niego pozwolić, również aby uzyskać wizę, należy spełniać określone warunki materialne.

## Historia
Chilijczycy w większych grupach pojawiają się w Stanach Zjednoczonych w czasie gorączki złota w Kalifornii. Nie wszyscy imigranci pracowali przy wydobyciu, część osiadała w miastach (głównie San Francisco, Sacramento i Stockton), gdzie pracowali głównie jako piekarze, murarze i marynarze. Ci spośród nich którzy posiadali własny kapitał pośredniczyli w handlu mąką i narzędziami górniczymi między Chile a Kalifornią.
Zamieszkiwali w biedniejszych częściach miast, tworząc własne społeczności. Ich odrębność była widoczna również w obozach górniczych gdzie mieszkali w wydzielonych częściach. W 1849 większość mieszkańców Sonory było Chilijczykami. Chilijczycy jako pierwsi w Kalifornii zaczęli pozyskiwać złoto z kwarcu.
Chilijczycy dość szybko zaczęli odgrywać znaczącą rolę w Kalifornii, członkowie tej społeczności zostawali przedsiębiorcami, sędziami i kongresmenami. Ślady obecności Chilijczyków w Kalifornii widać na przykład w nazewnictwie ulic w San Francisco oraz w działalności ludzi takich jak: Manuel Briseño (jeden z założycieli dziennika „San Diego Union Tribune”), Juan Evangelista Reyes i bracia Luco (pionierzy Sacramento), Luis Felipe Ramírez (jeden z założycieli Marysville), członkowie rodziny Leiva (właściciele ziemscy w hrabstwie Marin). Chilijczycy, mimo iż początkowo zamieszkiwali w osobnych częściach miast, dość szybko zintegrowali się z resztą społeczeństwa.
Każde górnicze miasto Kalifornii posiadało swoje „Chilecito” czy też „Małe Chile” (określenia na część miasta zamieszkiwaną w większości przez przybyszy z Chile). Ślady chilijskiego osadnictwa widać do dziś w lokalnych nazwach, na przykład dolina Chileno w hrabstwie Marin czy dolina Chili w Calaveras. Nazwy chilijskich miast często nadawane były także ulicom.
Na poły legendarny kalifornijski bandyta Joaquín Murieta był pochodzenia chilijskiego. Jego losy posłużyły chilijskiemu poecie Pablo Neudzie wykreowaniu legendy „chilijskiego Robin Hooda”. Joaquín Murieta był pierwowzorem Zorro.